# 渡辺聡 (俳優)
渡辺 聡（わたなべ さとし、1969年10月9日 - ）は劇団俳優座に所属している日本の俳優。血液型はB型。

## 経歴
桐朋学園短期大学部芸術科演劇専攻を卒業後、1991年に劇団俳優座に所属し、現在に至る。主な舞台出演として、『足摺岬』、『東京原子核クラブ』、『子宝善哉』、『草迷宮』などがある。主な映画出演は、『伊能忠敬―子午線の夢―』、『日本の青空』、『新・あつい壁』、『真・女立喰師列伝』など。CMは、プロミスのCMで井上和香の恋人トシオ役として出演した。

## 出演

### 吹き替え
- あの夏のルカ（神父、ブランジーノ[1]）
- ER緊急救命室
  - シーズンⅨ #9（ジェレミー・クランストン〈デイヴ・パワー〉）
  - シーズンⅩ #4（エド〈ポール・カッセル〉）
  - シーズンⅩⅠ #9（エディ〈リカルド・チャコン〉）
- オン・ザ・カム・アップ